# Tác động môi trường của ngành công nghiệp đá phiến dầu

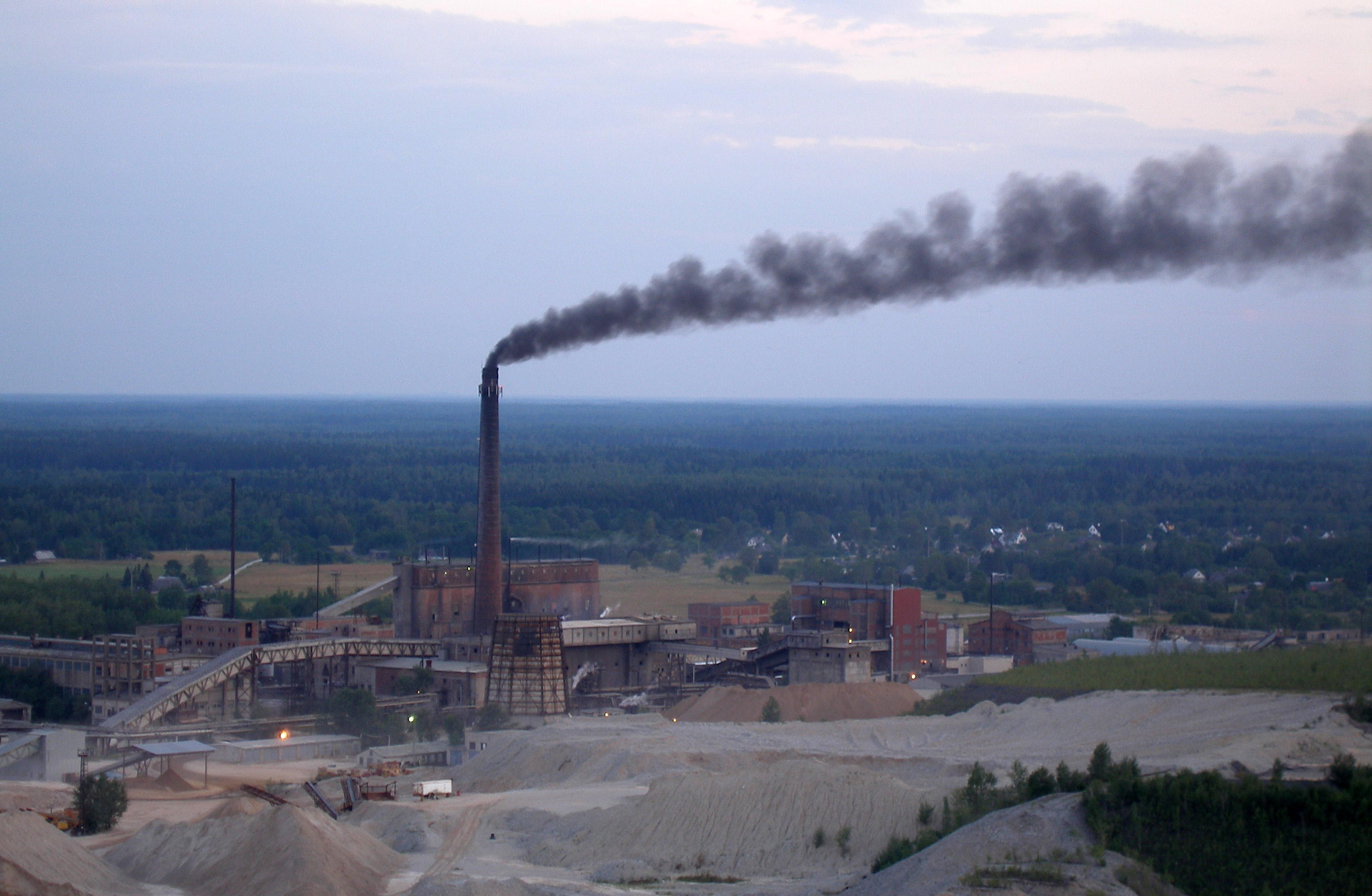
Khu vực xử lý đá phiến dầu Kiviõli và nhà máy hóa chất ở ida-Virumaa, Estonia

Các yếu tố tác động môi trường của ngành công nghiệp đá phiến dầu liên quan đến sử dụng đất, quản lý chất thải, ô nhiễm nước và ô nhiễm không khí gây ra bởi quá trình khai thác và xử lý đá phiến dầu. Khai thác mỏ đá phiến dầu gây ra các yếu tố tác động giống như trong khai thác mỏ theo kiểu vỉa hở. Thêm vào đó, đốt và xử lý nhiệt tạo ra chất thải và gây tác động xấu đến môi trường không khí như carbon dioxide, một loại khí nhà kính phổ biến. Các quá trình biến đổi đá phiến dầu tại chỗ và các công nghệ thu giữ và chứa cacbon có thể giảm lượng phát thải các chất này trong tương lai, tuy nhiên cũng sẽ gây ra các yếu tố tác động khác như ô nhiễm nước dưới đất.